# Nikólaos Khatzidakis
Nikólaos Khatzidakis   (Berlín, 25 d'abril de 1872 - Atenes, 25 de gener de 1942) va ser un matemàtic grec.

## Vida i obra
Khatzidakis va néixer a Berlín de pares cretencs, però va fer els seus estudis a Atenes. El 1888 va matricular-se a la universitat d'Atenes en la qua es va graduar en matemàtiques i ciències el 1893. Els anys següents va ampliar estudis a les universitats de París, Göttingen i Berlín, excepte un breu període de 1897 en que va formar part de l'exèrcit grec que va intentar reconquerir Creta, en mans del otomans.
L'any 1900 va ser nomenat professor de l'Acadèmia Militar de Grècia de la qual va passar a la universitat d'Atenes com a professor titular de matemàtiques avançades. Va romandre en aquest càrrec fins a la seva jubilació el 1939. Va morir de fam el 1942, durant l'ocupació nazi del seu país.
El 1918 va ser fundador, impulsor i president de la Societat Matemàtica de Grècia, juntament amb els seus col·legues Geórgios Remundos i Panagiotis Zervós.
En el camp de les matemàtiques les seves contribucions més importants van ser en cinemàtica. Però Khatzidakis va ser una persona de molt diferents interessos intel·lectuals, entre els quals estava la literatura: va signar nombrosos poemes per a revistes literàries sota el pseudònim de Zefiros Bradinos.